# Браун, Сэнди
Александе́р Дьюар Бра́ун (англ. Alexander Dewar Brown; 24 марта 1939, Гранджемут, Стерлингшир — 8 апреля 2014, Блэкпул, Северо-Западная Англия) — шотландский футболист, играл на позиции флангового защитника.

## Биография

### Игровая карьера
В течение шести сезонов играл в Шотландии за «Партик Тисл». В сентябре 1963 года перешёл в английский «Эвертон»; сумма трансфера составила 38000 фунтов стерлингов. Браун хорошо зарекомендовал себя на позиции флангового защитника, играя как на левом, так и на правом фланге. Браун в составе «ирисок» играл в течение восьми сезонов, став одним из ключевых игроков ливерпульской команды. Браун был одним из творцов успеха «Эвертона» в победном финале Кубка Англии, но в самом финале не играл. В 1970 году в составе «Эвертона» выиграл чемпионский титул.
В следующем сезоне его начал вытеснять из основного состава Кит Ньютон. В мае 1971 года перешёл в клуб Третьего дивизиона «Шрусбери Таун». Спустя год, в июле 1972 года перешёл в клуб Четвёртого дивизиона «Саутпорт», в котором сыграл 19 матчей и помог своему клубу выйти в Третий дивизион.

### Смерть
Скончался 8 апреля 2014 года в Блэкпуле в возрасте 75 лет.